# Fuga

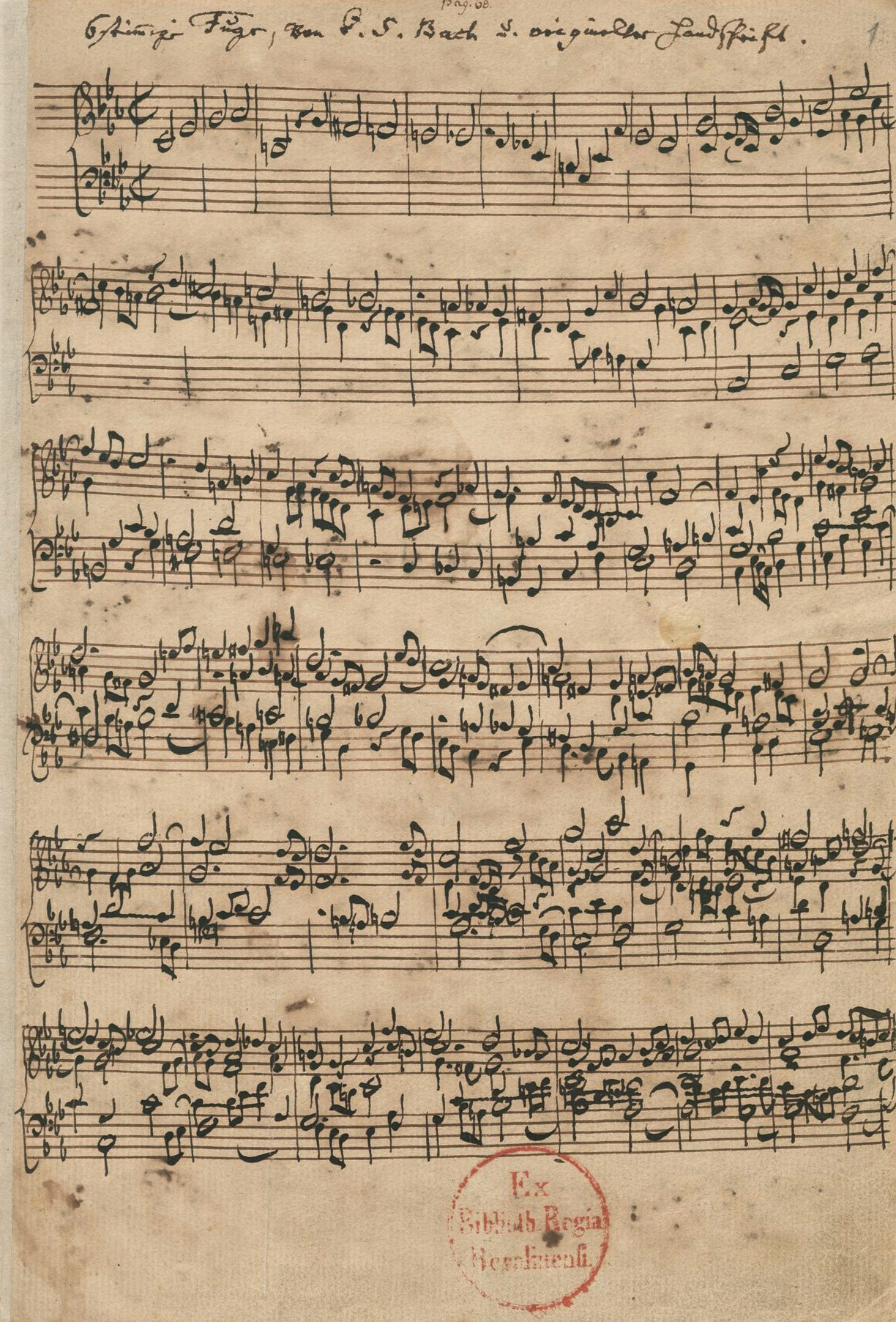
Ukázka části fugy od Johanna Sebastiana Bacha

Fuga (italsky útěk, únik) je polyfonní imitační instrumentální hudební skladba, obvykle dvou- až šestihlasá. Vyvinula se v době barokní z ricercaru. Jejím základem je krátké hlavní téma, které je v úvodní části zopakováno postupně ve všech hlasech a dále je rozvíjeno pomocí technik kontrapunktu.

## Struktura fugy
Fuga se obvykle skládá ze tří částí:
1. expozice – úvodní část, kde postupně ve všech hlasech zazní hlavní téma fugy; tato část má jako jediná daná poměrně jasná kompoziční pravidla
2. provedení – rozvoj tématu a jeho různé variace v příbuzných tóninách
3. závěr – zde dochází k návratu tématu do hlavní tóniny skladby

### Hlavní téma
Hlavním tématem, zvaným také subjekt nebo (italsky) soggetto, bývá krátká neperiodická melodie, kterou lze někdy ještě rozdělit na dvě části: tzv. hlavu, která je rytmicky nebo melodicky výrazná a cílem je, aby upoutala pozornost při opakujících se nástupech tématu v průběhu skladby, a pokračování, které bývá plynulejší a někdy v něm dochází k modulaci.

### Expozice
Na začátku skladby zazní téma v hlavní tónině skladby, a to většinou v jednohlase, bez doprovodu. Toto první uvedení tématu se nazývá dux (vůdce).
Po jeho ukončení se téma opakuje v jiném hlase a v dominantní tónině. Toto opakování se nazývá comes (průvodčí) nebo odpověď. Může být:
- reálná – přesná transpozice tématu do dominantní tóniny
- tonální – odpověď je posunutá na dominantu, ale zůstává v hlavní tónině, takže je její melodie mírně odlišná od vůdce. Typickým jevem je zde výskyt tóniky na místě, kde byla ve vůdci dominanta, a naopak.

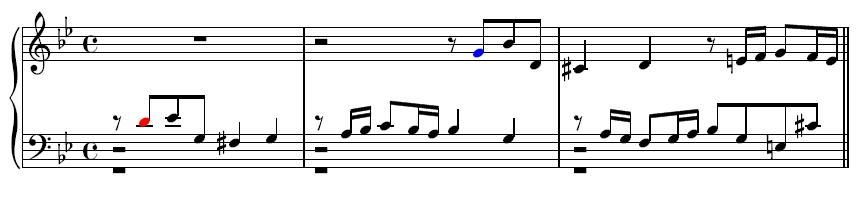
Tonální odpověď: dominanta na začátku tématu (červeně označená) je v odpovědi nahrazena tónikou (modrá). (Začátek Bachovy fugy v g moll, BWV 861)

Zatímco zní odpověď, v prvním hlase melodie pokračuje tzv. protivětou (kontrasubjektem). Ta je kontrapunktem k hlavnímu tématu, a obvykle se od něj výrazně odlišuje, ačkoliv přechod mezi subjektem a kontrasubjektem bývá plynulý. Protivěta může být stálá, tj. zní jako doprovod při každém dalším uvedení tématu.
Jestliže má fuga více než dva hlasy, což platí ve většině případů, po doznění tématu v odpovědi nastupuje téma ve třetím hlase opět jako vůdce, tedy v hlavní tónině, a poté ve čtvrtém hlase v dominantní tónině jako průvodčí, a totéž se případně opakuje v pátém a šestém hlase. V předchozích hlasech mezitím pokračuje kontrapunktický doprovod. Pořadí hlasů, ve kterých téma nastupuje, se nazývá reperkuse.
Poté, co téma zazní ve všech hlasech fugy, se expozice uzavírá.
Některé fugy jsou založeny na dvou nebo dokonce třech navzájem nezávislých tématech – nazývají se dvojité, resp. trojité fugy. V takových případech mohou být všechna témata postupně uvedena v expozici na počátku skladby, nebo má každé z nich svou vlastní expozici později v průběhu fugy.

### Provedení
Ve střední části fugy dochází k mnoha citacím hlavního tématu, které se zde téměř nikdy nevyskytuje v hlavní tónině, ale je transponováno do příbuzných tónin (dominanta, subdominanta, paralelní durová/mollová tónina aj.). Téma může být zkráceno a kromě své základní podoby se objevuje také v kontrapunktických variacích, jako jsou například augmentace, diminuce, či inverze.
Opakovaná provedení tématu bývají propojena tzv. mezivětami (epizodami), ve kterých melodie přechází do nové tóniny. Mezivěty mohou být odvozeny od melodie hlavního tématu, jindy jsou volné, netematické.

### Závěr
V závěru a vyvrcholení fugy nastupuje téma opět v hlavní tónině skladby. Dalším charakteristickým prvkem je těsna (stretto): téma v určitém hlase začíná ještě dříve, než je ukončeno v hlase předchozím. Někdy se vyskytuje také prodleva na tónice nebo dominantě. Po posledním provedení hlavního tématu končí skladba kodou.

## Příbuzné hudební formy
Fughettamalá fuga, často zjednodušená.
Fugatopasáž ve stylu fugy (obvykle podobná expozici), která je součástí skladby jiného typu, například symfonie.
Invencekratší imitační polyfonní skladba.
Ricercarřada fugových expozic propojených mezivětami, je to původce fugy.

## Užití
Fugy se vyskytují v hudební literatuře jako samostatné skladby, jsou však též často sdružovány do jednoho celku spolu s tokátou, preludiem či fantazií, a to především v období pozdního baroka, zejména pak v díle Johanna Sebastiana Bacha. Z českých skladatelů se tomuto hudebnímu útvaru věnoval např. František Xaver Brixi. Fuga se objevuje i v dílech autorů dalších hudebních období, v romantismu např. u Johannesa Brahmse. Nechybí ani v pracích skladatelů 20. století (Dmitrij Šostakovič, Alois Hába).
Fuga se vyskytuje též jako součást cyklů, např. ve 2. smyčcovém kvartetu D dur, op. 35 Vítězslava Nováka i jako díl kombinované formy, např. v symfonické básni Bedřicha Smetany Z českých luhů a hájů.